# Аллен, Уильям (квакер)
Уи́льям А́ллен (англ. William Allen; 29 августа 1770 — 30 сентября 1843) — английский учёный и филантроп. Выступал против рабства. Принимал участие в разработке программ социальных преобразований и по улучшению условий содержания в английских тюрьмах. Являлся членом Лондонского королевского общества по развитию знаний о природе, Лондонского Линнеевского общества, Геологического общества Лондона.

## Ранние годы
Уильям Аллен был старшим сыном Джоба и Маргарет Аллен. Семейство ревностно придерживалось религиозных норм Общества Друзей (квакеров) и разбогатело благодаря промышленному производству шелка. В 1790-е годы молодой Уильям заинтересовался наукой. Он посещал заседаниях различных научных обществ, в том числе на лекциях в больнице Сент-Томас и больнице Гая, а после учреждения «Общества химиков» стал его активным членом.
Отец Уильяма умер в 1801 г., и управление шелковым бизнесом взял на себя прежний помощник Джоба Аллена, что позволило Уильяму заняться собственным делом в сфере фармацевтики. В 1802 г. он был избран членом Линнеевского общества и читал лекции по химии в больнице Гая. Год спустя Аллен становится президентом Физического общества при больнице Гая, и по совету Гемфри Дэви и Джона Дальтона принимает приглашение от Королевского института стать одним из его преподавателей.
В 1807 г. оригинальное исследование Аллена позволило ему претендовать на получение членства в Лондонском королевском обществе. Членство в Королевском обществе обеспечило его знакомствами с теми, кто впоследствии опубликует большинство научных новинок того времени. Это еще больше сблизило его с Гемфри Дэви и с давним другом Люком Говардом, который спустя несколько лет также был избран в Королевское общество.

## Фармацевтика
В коммерции Уильям Аллен был известен как владелец фармацевтической компании «Плау Корт». Она была основана квакером-ученым Силванусом Биваном и впоследствии превратилась в одну из крупнейших фармацевтических компаний Великобритании Allen & Hanburys. В 1958 г. она была приобретена Glaxo Laboratories, которая сохранила Allen & Hanburys как отдельную марку в рамках группы GSK.
Участие Аллена в работе компании «Плау Корт» началось в 1790-е годы, когда компанию возглавлял Самуэль Милдред. К тому времени это было процветающее предприятие в центре Лондона с почетным гербом Гильдии Аптекарей в витрине. Компания продолжала процветать и при Уильяме Аллене. Впоследствии «Плау Корт» была переименована в «Милдред и Аллен». Аллен укрепил связи компании с медицинскими учреждениями, в частности с больницей Гая. В то же время Аллен использовал «Плау Корт» для встреч основанного им Аскезианского общества — дискуссионного клуба научных мыслителей. Название было взято от греческого термина аскеза, что означает «обучение» или «упражнение».
На собраниях обсуждались новые идеи для исследований и экспериментов. Членами клуба были Люк Говард, Джозеф Фокс, Уильям Хаследин Пепис, Уильям Бэбингтон и хирург Эстли Купер. «Плау Корт» использовалась как лаборатория для проведения экспериментов.
В 1797 г. Аллен пригласил Люка Говарда официально работать с ним в «Плау Корт». После этого бизнес был переименован в «Аллен и Говард». Тогда же была открыта вторая лаборатория в Плейстоу — местечке в нескольких милях от Лондона, которая занималась поиском и изучением новых медикаментов.
В 1841 г. Уильям Аллен стал одним из основателей и первым президентом Фармацевтического общества, которое позже стало Королевским Фармацевтическим обществом.

## Филантропическая и просветительская деятельность
Филантропическая работа Уильяма Аллена была тесно связана с его религиозными квакерскими убеждениями и началась еще в юности. По мере того как XVIII век подходил к концу, Аллена все больше заботила проблема голода, что стало причиной основания «Общества супа». Позже его интерес в сельскохозяйственных экспериментах был также направлен на улучшение питания и разработку диеты для простых людей, страдавших от нехватки продовольствия. Используя небольшие участки земли, он проводил эксперименты в Лордшип-Лейне и Стоук-Ньюингтоне, а затем использовал полученные результаты при основании и развитии образцового сельскохозяйственного поселения Линдфилд.
Его самообеспечиваемое поселение были подробно описано в брошюре «Колонии на родине», где он заявил, что «вместо того, чтобы поощрять дорогостоящую эмиграцию, нужно пустить деньги на создание местных колоний и усиление нашего народа». Для людей того времени (1820-е гг.) колонии ассоциировались с Америкой, поэтому район, где Аллен проводил свои сельскохозяйственные эксперименты, стал называться «Америкой».
Другим филантропическим интересом Уильяма Аллена было образование. У. Аллен находился под влиянием идей английского педагога Джозефа Ланкастера, создателя педагогической системы для бедных детей, получившей впоследствии его имя. Будучи квакером, Ланкастер в 1798 г. открыл бесплатную школу, в которой один педагог обучал несколько старшеклассников, а те, в свою очередь, обучали младших школьников. Свой опыт «дешевой школы» Ланкастер отразил в сочинении «Усовершенствование обучения…»
В 1808 г. Уильям Аллен, Джозеф Фокс и Сэмюэль Уитбред основатели «Общество по развитию системы Ланкастера для образования бедных». В 1814 г. оно получило название «Британское и заграничное школьное общество для просвещения рабочих всех религиозных убеждений», и Аллен занимал в нем должность казначея. Общество способствовало распространению Белл-Ланкастерской системы обучения в Англии и за ее пределами, в том числе и в России. Для этой цели У. Аллен встречался и беседовал с Императором Александром I, с которым лично познакомился несколькими годами ранее.
В 1824 г. при участии Аллена была основана еще одна, квакерская, школа — Ньюингтонская академия для девочек, также известная как Ньюингтонский колледж для девочек. Квакеры всегда признавали права женщин, однако в Англии женское образование по качеству было несравнимо с мужским. Школа, основанная Алленом, предлагала широкий круг программ «отличающихся от общепринятых норм образования», так гласил рекламный проспект Школы. Аллен серьезно подошел к выбору учителей и мог гарантировать высокий научный уровень образования. Он сам преподавал астрономию, физику и химию. Для преподавания итальянского языка Аллен нанял Уго Фосколо, революционера и поэта.
Школа была расположена в Fleetwood House и активно использовала территорию близлежащего Эбни-парка. Впоследствии одним из нововведений в ней был первый в мире школьный автобус, построенный Джорджем Шиллибером, для перевозки учеников к Дому Собраний на Грейсчерч-стрит по воскресеньям. Джозеф Пиз — первый квакер, который занял место в Британском парламенте — посвятил этой школе одно из своих стихотворений.
В 1811 г. Уильям Аллен при поддержке Джеймса Милля начал выпускать журнал «Благотворитель», в котором были опубликованы ряд статей Дж. Милля и Джереми Бентама. В 1816 г. Аллен, убежденный пацифист-квакер, стал одним из основателей «Общества постоянного и всеобщего мира». С 1818 по 1820 г. он совершил поездку по Европе с квакерским проповедником Стивеном Греллетом.

## Отмена рабства
В 1805 г., после многолетнего сотрудничества с Обществом за отмену работорговли, Уильям Аллен был избран в его руководящий комитет. Из 12 основателей Общества 9 были квакерами, и его работа находилась под сильным влиянием квакеров. Среди квакеров-основателей Общества были Сэмюэль Хоар младший и Джозеф Вудс (отец известного ботаника Дж. Вудса-младшего), который проживал в деревне Стоук-Ньюингтон, близ Лондона, рядом с домом У.Аллена.
Однако самым известным членом комитета Общества, основанного в 1787 г., был Уильям Уилберфорс, англиканин, который, в отличие от квакеров, имел право быть избранным в Палату общин и был туда избран. Уилберфорс в качестве представителя Парламента посетил Уильяма Аллена в его экспериментальных огородных участках. Он давно знал о деревне, поскольку жил по соседству, а его сестра Сара вышла замуж за адвоката Джеймса Стивенса, семья которого жила в доме рядом с Эбни-парком, где в 1820-х гг. разместился колледж для девочек.
Уильям Аллен был также одним из основателей и директором Африканского института — организации-правопреемника Компании Сьерра-Леоне. Целью компании, спонсировавшейся филантропами, было создание в Африке колонии для освобожденных рабов. Африканский институт начал свою работу в 1808 г, когда колония перешла под управление Британской короны. Это стало возможным благодаря принятию в 1807 г. закона об отмене работорговли, что в свою очередь позволило Парламенту принять закон о защите колонии.
Активное участие Уильяма Аллена в аболиционистском движении продолжалось всю его жизнь. В середине 1830-х гг. он страстно занимался полноценным освобождением афро-карибского населения, которое и состоялось 1 августа 1838 г. Он писал:
Жестокость и угнетение, от которого страдают бедные люди на Ямайке, за освобождение от рабства которых мы заплатили двадцать миллионов, ясно видны. Личное расследование, которое провел в Вест-Индии в 1837 г. наш друг Джозеф Стёрдж, стало огромной сенсацией. Общество борьбы с работорговлей повсеместно находится в высокой степени возбуждения, и пишет петиции в обе палаты Парламента, прося об … установлении полной свободы в первый день восьмого месяца 1838 г.
В 1839 г. Уильям Аллен стал одним из основателей «Британского и международного Общества за отмену рабства и работорговли во всем мире», которое действует и в наши дни под названием «Антирабовладельческий интернационал». Он также был организатором и делегатом первого международного антирабовладельческого съезда, который состоялся в Лондоне в 1840 г. Это событие изображено на большом живописном полотне Бенджамина Хейдона, которое находится в лондонской Национальной портретной галерее.

## Семейная жизнь

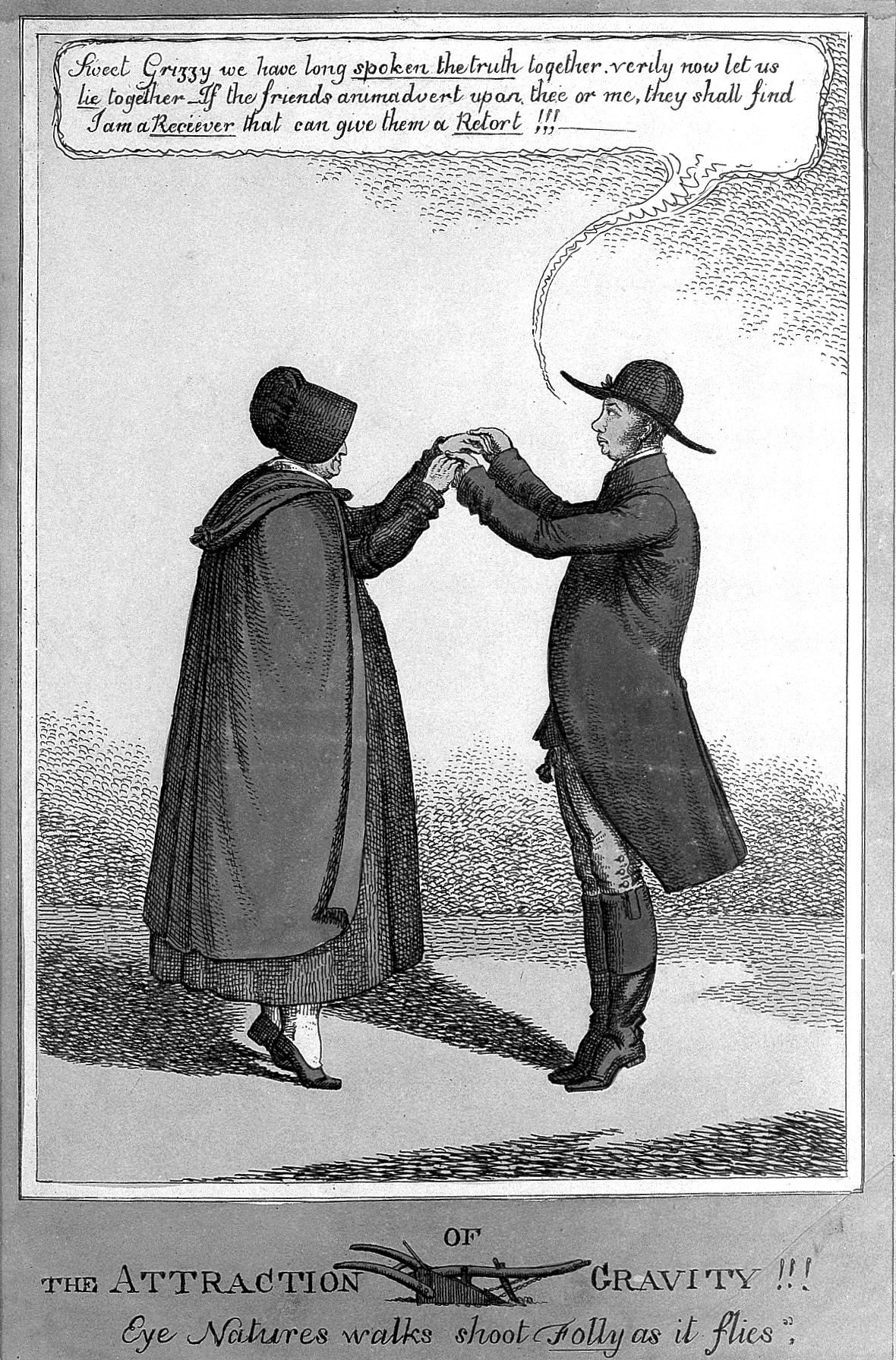
Сатирический рисунок «Сладкая парочка Уильяма и Гризель, или переполох в Ньюингтонском монастыре!!!»

В 1796 г. Уильям Аллен женился на Мэри Гамильтон. Вскоре у них родилась дочь, которая получила при рождении имя Мэри. К сожалению, мать не оправилась от родов и спустя два дня умерла.
В 1806 г. Аллен женился во второй раз. Его новая жена, Шарлотта Хэнбери, была дочерью богатых квакеров Корнелиуса и Элизабет Хэнбери, живших в деревне Стоук-Ньюингтон близ Лондона. После этого брака Аллен часто жил в ней. В 1816 г. во время путешествия на континент Шарлота умерла, и Аллен остался с дочерью Мэри. Трагедия снова настигла Аллена в 1823 г., когда Мэри, незадолго до этого вышедшая замуж за Корнелиуса Хэнбери, умерла через девять дней после рождения сына.
В 1827 г. Уильям Аллен женился в третий раз. Его жена Гризель была старшей из сестер в семье зажиточных квакеров из Стоук-Ньюингтона. Её родственником был Сэмюэль Хоар младший (1751—1825 гг.), один из двенадцати членов-учредителей Общества за отмену работорговли. До первого замужества в 1801 г. она была компаньонкой отца, торговца лондонского Сити. Овдовев, она принимала активное участие в создании Ньюингтонской академии для девочек, а три года спустя она и Уильям Аллен, также бывший соучредителем этого нового учебного заведения, поженились. Тогда ей было уже 72 года, и их поздний брак был встречен сатирическим рисунком Роберта Крукшанка под названием «Сладкая парочка Уильяма и Гризель, или переполох в Ньюингтонском монастыре!!!»
Этот брак был столь же трагичен как и предыдущие. Гризель умерла в 1835 г., оставив его вдовцом в третий раз. Тем не менее у него был большой круг друзей и достаточно денег, чтобы часто путешествовать. Например, в 1840 г. он провел пять месяцев в обществе Элизабет Фрай и Сэмюэля Герни в поездке по Европе.

## Наследие
Уильям Аллен умер 30 сентября 1843 г. и был похоронен в Стоук-Ньюингтоне, на кладбище квакерского Дома собраний. Сегодня на его месте стоит часовня адвентистов седьмого дня. На другой половине бывшего участка находится городской парк.